# Altes Burgtor (Rottenmann)

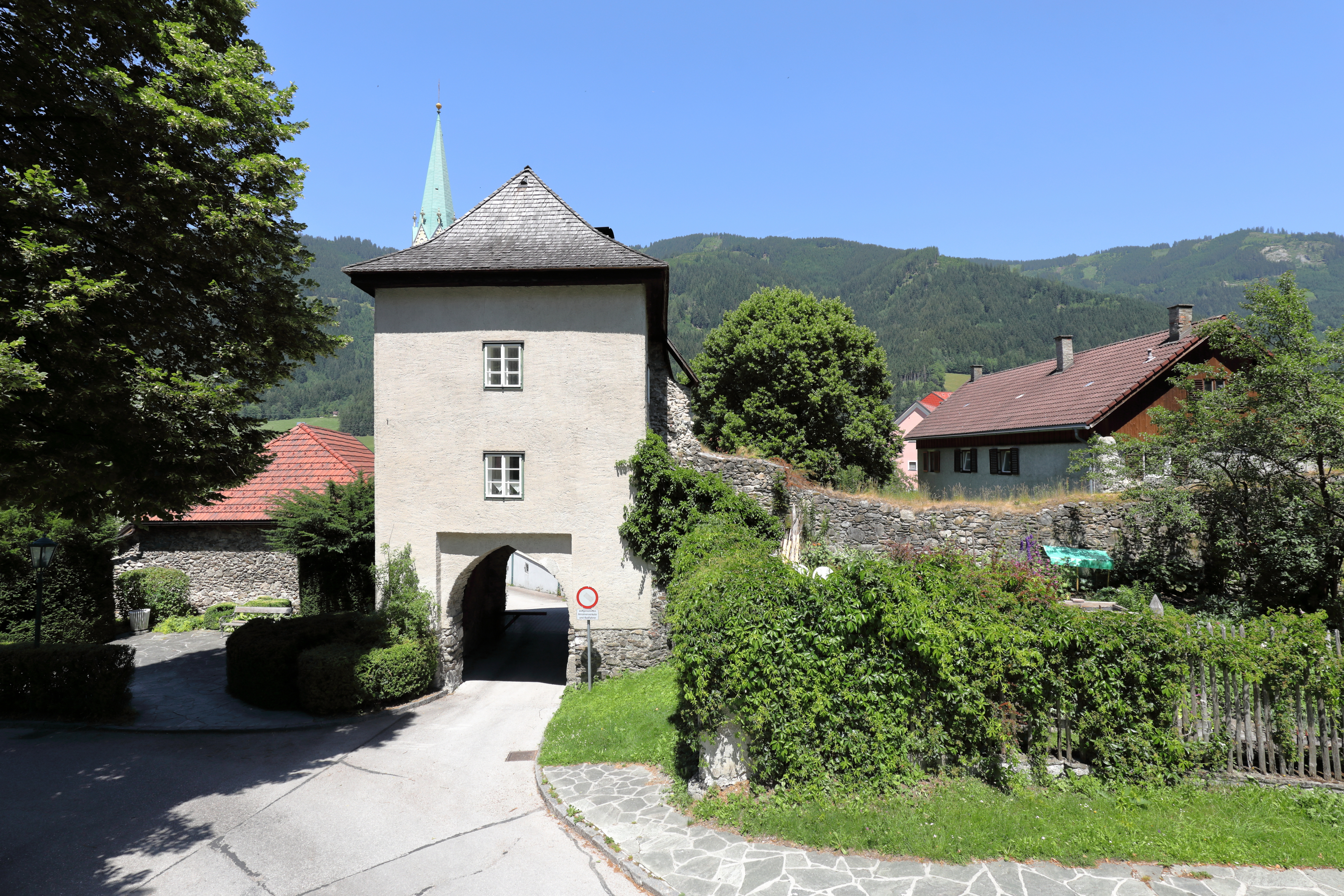
Burgtor von der Südseite (ehemals außerhalb der Stadtbefestigung) gesehen (2019)

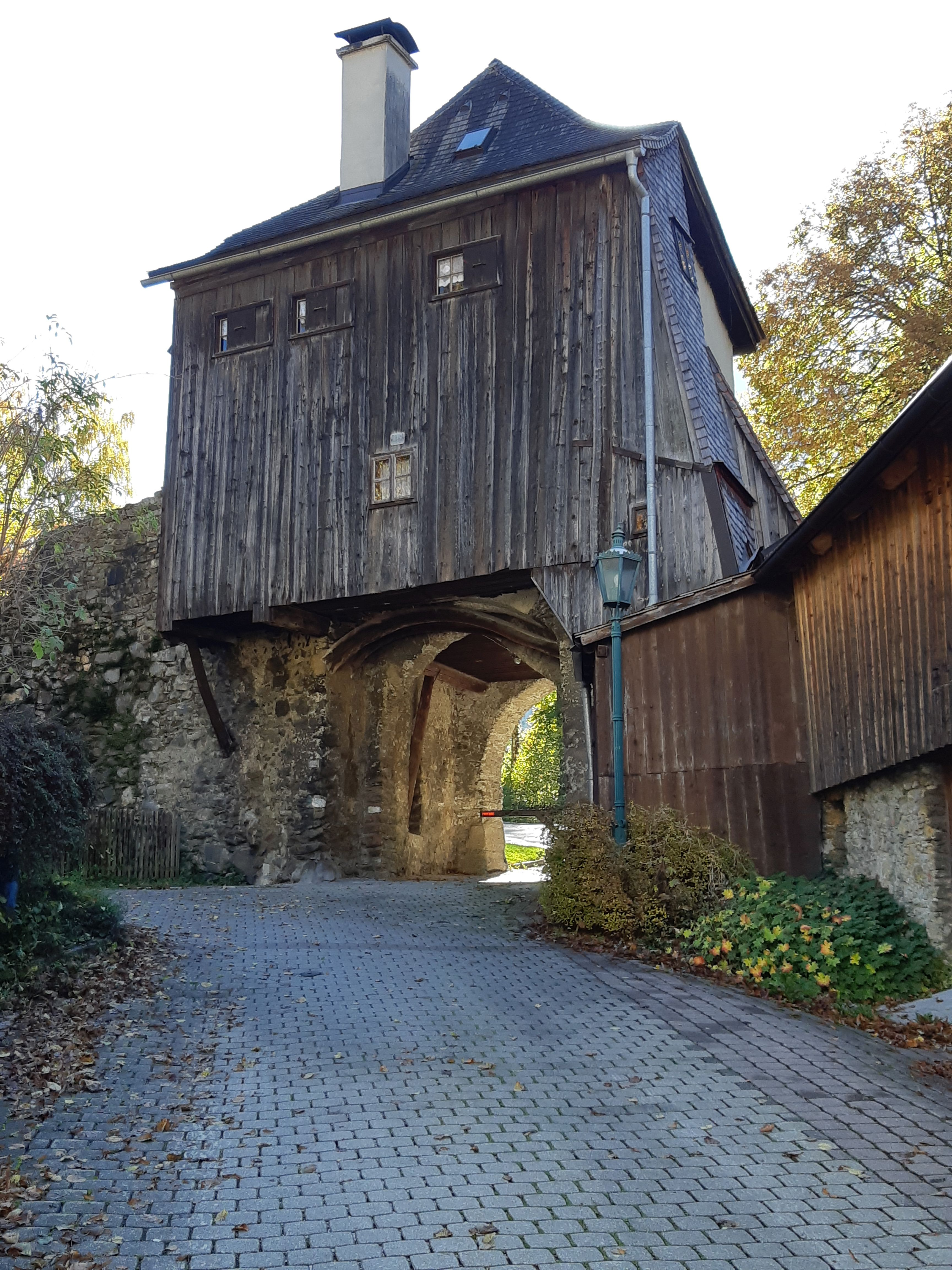
Burgtor von der Nordseite gesehen (2021). Rechts daneben ein Wirtschaftsgebäude, hier befand sich ehemals das Badhaus von Rottenmann

Das in funktionellem Stil errichtete Alte Burgtor, früher auch Burgthurm genannt, in der Stadt Rottenmann in der Steiermark in Österreich ist ein denkmalgeschütztes (Listeneintrag), vermutlich im 11. Jahrhundert errichtetes Gebäude mit großem Durchfahrtstor und war Teil der ehemaligen Stadtbefestigung Rottenmann.

## Lage
Das Alte Burgtor befindet sich am südlichen Ende der ehemaligen Stadtmauern von Rottenmann auf etwa 690 m ü. A. Das Gebäude befindet sich rund 200 Meter nördlich der Hauptstraße von Rottenmann. Der heutige Friedhof von Rottenmann befindet sich rund 70 Meter westlich. Die Bundesstraße 113 verläuft 80 Meter südlich des Burgtors, die Stadtpfarrkirche Rottenmann steht 90 Meter nördlich.

## Geschichte
Urkundlich wurde Rottenmann 927 als Teil von St. Georgen genannt. Zu Beginn des 13. Jahrhunderts wurden die Stadtmauern und Tore planmäßig angelegt. Die bereits 1048 urkundlich erstmals erwähnte Burg, deren erhaltener Teil das Alte Burgtor sein soll, wurde in die Stadtmauer einbezogen.
Erstmals urkundlich erwähnt wurde das Burgtor 1425 in einem Formular aus der Sammlung des Notars Ulrich Klenegker. Darin wird von einem Wasserleitungsrecht aus der Röhre vom Alten Burgtor zum Pfarrhof berichtet. Das Alte Burgtor ist seit dem Mittelalter weitgehend unverändert erhalten geblieben.
1827 kam das Alte Burgtor im Rahmen einer Versteigerung in Privatbesitz. Seit 1897 befindet sich das sanierte Gebäude im Eigentum der Familie Riedner.

## Gebäude
Das Alte Burgtor ist weitestgehend von Norden nach Süden ausgerichtet und es führt die Burgtorgasse hindurch. Das Gebäude hat einen polygonalen Grundriss und eine Fläche von etwa 60 m² und einen Umfang von etwa 35 Meter. Das Gebäude ist mit einem geknickten Zeltdach versehen.
An das Burgtor angebaut ist ein Wirtschaftsgebäude, welches an der Stelle des ursprünglichen Badhauses von Rottenmann steht. Ebenfalls an das Alte Burgtor angrenzend sind zwei erhaltene und ebenfalls denkmalgeschützte Teile der Stadtmauer (Listeneintrag, Listeneintrag).

## Nutzung
Ob das Burgtor ehemals ein Teil des Wohnturmes der Burg war oder ein Wehrturm, ist noch nicht geklärt.